# 와이카토 지방

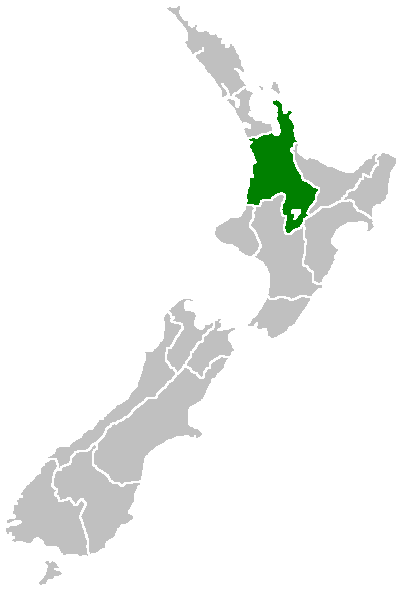
와이카토 지방의 위치

와이카토 지방(Waikato Region)는 뉴질랜드 북섬의 지방이다. 뉴질랜드에서 인구와 면적이 네 번째로 크다. 면적은 25,000 km2이고 인구는 402,200명이다. 20개의 지방 자치 구역을 포함하고 있다. 자치 구 중에는 동일한 이름의 와이카토 구가 존재한다.
뉴질랜드 낙농업의 중심지이며, 해밀턴이 큰 도시이다.

## 지리
북섬의 서쪽과 북동쪽으로 해안선이 발달해 있으며, 남쪽으로는 루아페후 산 북동쪽으로 뻗어가며, 북쪽으로는 코로만델반도로 뻗어간다. 넓에 뻗은 지역은 와이카토 강 저수원에 의해 좌우된다. 이 지역의 다른 저수원은 와이호우, 피아코, 아와키노, 그리고 모카우 강이 있다. 북쪽으로 오클랜드와 경계를 이루고 동쪽으로는 베이오브플렌티와 경계를 이루며, 남동쪽으로는 호크스 만과, 남쪽으로는 마나와투 왕가누이와 타라나키 지방과 경계를 이룬다. 와이카토 지방은 면적과 인구에서 뉴질랜드에서 네번째로 큰 지방이다. 면적은 25,000 km2넓이이며, 인구는 2010년을 기준으로 409,300을 가지고 있다.

## 행정 구역
- 해밀턴 (주도)
- 와이카토 구
- 남와이카토 구
- 와이파 구
- 테임즈 코로맨델 구
- 마타마타 피아코 구
- 와이토모 구
- 오토로항가 구
- 하우라키 구

## 인구
| 연도  | 인구    | ±% p.a. |
| ----- | ------- | ------- |
| 1991  | 331,026 | —       |
| 1996  | 350,112 | +1.13%  |
| 2001  | 357,726 | +0.43%  |
| 2006  | 380,823 | +1.26%  |
| 2013  | 403,641 | +0.83%  |
| 2018  | 458,202 | +2.57%  |
| 출처: |         |         |

## 관광
- 와이토모 동굴
- 와이카토강